# Білосток (Кривошиїнський район)
Білосто́к (рос. Белосток) — село у складі Кривошиїнського району Томської області, Росія. Входить до складу Пудовського сільського поселення.

## Населення
Населення — 267 осіб (2010; 282 у 2002).
Національний склад (станом на 2002 рік):
- росіяни — 80 %